# Санаи
Хаким Абул-Маџд Маџдуд ибн Адам Санаи Газнави (Персијски: حکیم ابوالمجد مجدود ‌بن آدم سنایی غزنوی‎‎) велики теозоф, гностик и персијски песник из доба Селџука, који је на прелазу из 11. у 12. век живео у Газнију, граду који се налази на територији данашњег Авганистана. Он је уједно и оснивач персијске гностичке поезије. Умро је између 1131. и 1141. године.

## Биографија
Санаи је био повезан са двором газнавидског владара Бахрама Шаха који је владао од 1117. до 1157. године.

## Дела
Санаи је написао огроман број мистичких стихова. Оставио нам је многе касиде, месневије и газеле, а био је маестро пар екселанс за све три поетске форме. Санаијев прави значај се намеће у гностичком обзорју којега он остварује у својим песмама. Заправо, он је гнози и мистицизму широм отворио капије поезије и на тај начин лишио песму пенегиричарских предоџби. Озбиљни истраживачи у персијској књижевности у вези с њим изричу да је песник који „зачиње ново раздобље“‍:pp. 9., будући да је успео да у књижевности направи пресудан преокрет. Његово крунско дело је Башта истине или Хадикат ал-Хакика ва шариат ат-Тарика (перс. حدیقه الحقیقه و شریعه الطریقه), а то је и први персијски мистички еп суфизма. Ово дело, које износи песникове идеје о Богу, љубави, филозофији и разуму, посвећено је Бахраму Шаху.
Његова гноза је дубоко укорењена у верозакону, па зато у својим песмама он често позива куранске ставке и сакралне предаје, код којих, некада, извија и гностичке херменеутике, попут оних у месневији Хадикат ал-хакикат.
Санаи се у својој гнози не двоуми да велича институцију разума и штавише, његова Хадика започиње славом разуму, што ће рећи да код њега нема размака између разума и љубави. Можда Санаијева гноза утолико више претпоставља реализам. Он се такође освртао, посебно у касидама, на друштвене феномене његова времена које би, евентуално, критиковао. У основи, гноза код њега почиње у једном испосништву и штовању верозаконских прописа и завршава као слободњачка гноза. Осовинска учења у његовој гнози усредсређују се на непорочни светски ред и на метафизичку збиљу Савршеног човека.‍:pp. 9. Санаијева песма је беспрекорна парадигма у заступању испосништва и развијању пословица и отуда је, у арапској књижевности, „Абул Атахије“ маестро за такве песме у осмом веку, његов премац. Наравно, остаје да је у Санаијевим делима испосништво вероватно тек почетнички образац мистицизма. Он је, доиста, прави мајстор како у дидактично-гностичкој књижевности, тако и у лирско-гностичкој. Касиде и газели су најуглађеније форме да подигну ову задњу врсту песама, док се са његових месневија већ почињу преливати они дидактични појмови. Он у касидама призива различите садржаје. Може се, наићи на спиритуална дошаптавања са Богом, на вазове и савете, описивање пролећа, хваљење, на критиковање друштвеног стања из оног времена, па на институцију утопије, односно разума и љубави, гностичко пропутовање, испосништво и онтолошко оживотворење, на куђење насиља. Језик његових песама мало подсећа на оне старе елементе хорасанског стила, па некад и бива прожет старојезичким особеностима, али опет, и нове, неначете феномене. Санаи придодаје велики значај прозодичким ритмовима и у својим касидама и газелима, углавном, користи брзе и пловеће ритмове. Надаље, у његове песме су утиснути и благи, нежни ритмови, штавише, изабрао је такав ритам за своју Хадику да му се песма приближава говорном језику.‍:pp. 112−114.
Санаијева месневија, срочена је у метру хафиф.‍:pp. 272.
Већ скоро 900 година Башта истине се чита као књижевна класика, а користи се и као суфијски уџбеник. "Санаијева слава је одувек почивала на његовој Башти; то је његово најпознатије, а на Истоку и далеко најцењеније дело; због овог дела се он уврштава у велики трио суфијских учитеља – Санаи, Атар, Џелалудин Руми." Санаи је сматрао да пожуда, похлепа и емоционално узбуђење стоје на путу између човечанства и божанског знања, које је једина истинска стварност (Хак). За њега су љубав (Ишк) и друштвена свест темељи религије; људски род је уснуо и живи у напуштеном свету.
Санаијева поезија је имала изузетан утицај на персијску књижевност. Он се сматра првим песником који се служио касидом (ода), газалом (лирика) и месневијом (римовани дистих) како би изразио филозофске, мистичке и етичке идеје суфизма.
Осим чувених збирки елегија, лирских песама, четворостиха и једнотематске поезије, за собом је оставио и друга бриљантна поетска дела, међу којима су:
- Гностичко-етички спев Сајр ал-ибад ила ал-ма'ад (Пут робова ка проживљењу);
- Мистичка поезија у којој разматра духовну експедицију човековог постојања према надматеријалном свету;
- Карнаме-је Балх (Делопис Балха) у којем је забележио неке догађаје из свог живота и живота свог оца и неких његових савременика;
- Тахрима ал-калам (Забрана перу), кратка елегија метафорично упућена и изговорена перу.[7]‍:pp. 530.

## Утицај и заоставштина
Руми је као две своје велике инспирације истицао Санаија и Атара.: "Атар је душа, а Санаи њена два ока. Ја сам дошао после Санаија и Атара." Башта истине је представљала узор и за Низамијево дело Махазан ал-Асрар (Ризница тајни).

## Цитати
Онај који не зна ни сопствену душу,
како може знати душу другога?
Онај ко зна само за руку и ногу,
како може знати Бога?
То је ван домашаја чак и пророка,
а ти, лудачки, тврдиш баш тако нешто?
Када то успеш протумачити,
тада ћеш спознати саму суштину вере.
У супротном, шта ти и вера имате заједничко?
Боље је да ћутиш него да причаш бесмислице.
Учењаци сви причају бесмислице;
Религија није саткана за свакога.